# NK Primorac 1929
Nogometni Klub Primorac 1929 – chorwacki klub piłkarski z siedzibą w Stobreču. Został założony w 1929 roku.

## Historia
Klub powstał w 1929 roku. Po odłączeniu się Chorwacji od Jugosławii w 1991 roku klub zaczął grać w drugiej lidze chorwackiej. W sezonie 1992/1993 wywalczył historyczny awans do pierwszej ligi. W debiutanckim sezonie w ekstraklasie zajął 14. miejsce. W sezonie 1994/1995 NK Primorac spadł z pierwszej do drugiej ligi (ponownie zajął 14. miejsce). W sezonie 2001/2002 NK Primorac został zdegradowany do trzeciej ligi.

## Stadion
Domowe mecze klub rozgrywa na stadionie o nazwie Igralište Blato, który może pomieścić 3600 widzów.

## Historia występów w pierwszej lidze
| Sezon     | Pozycja      | M  | Pkt. | Z  | R  | P  | GZ | GS |
| --------- | ------------ | -- | ---- | -- | -- | -- | -- | -- |
| 1993/1994 | 14.          | 34 | 29   | 11 | 7  | 16 | 42 | 54 |
| 1994/1995 | 14. (spadek) | 30 | 31   | 7  | 10 | 13 | 27 | 49 |

## Reprezentanci kraju grający w klubie
Stan na wrzesień 2015.
| - Slaven Bilić - Mirko Grabovac | - Boško Boškovič |